# Т-активин
Т-активин (Тактивин, новолат. Tactivinum) — препарат с недоказанной эффективностью. Позиционируется производителем как иммуностимулятор. Производится из тимуса крупного рогатого скота.
Препарата нет в рекомендациях Всемирной организации здравоохранения для лечения каких-либо заболеваний.
Он не одобрен FDA или Европейским агентством лекарственных средств.

## Позиционирование
Производитель позиционирует Т-активин полипептидным, иммуностимулирующим средством, утверждая, что при иммунодефицитных состояниях препарат нормализует количественные и функциональные показатели Т-системы иммунитета, стимулирует продукцию лимфокинов, в том числе α- и γ интерферона, восстанавливает активность Т-киллеров, функциональную активность стволовых гемопоэтических клеток и нормализует ряд других показателей, характеризующих функцию Т-клеточного иммунитета .
Утверждается, что препарат оказывает существенное иммуномодулирующее влияние на функцию макрофагов и различные иммунные реакции в очень широком диапазоне доз: от  0,001 до 5 мкг/кг .
Рядом исследований показано активирующее влияние интраназального введения тактивина на процесс формирования условного рефлекса активного избегания, его стресспротекторные свойства и ноотропный эффект в экспериментах на крысах. Влияние тактивина на функциональную активность центральной нервной системы также заключается в снижении тревожности и увеличении исследовательской активности крыс.

### Клиническое применение

#### Показания
Производитель заявляет, что т-активин может применяться при иммунодефицитных состояниях с поражением Т-системы иммунитета, возникающих при инфекционных, гнойных и септических процессах, лимфопролиферативных заболеваниях, (лимфогранулематоз, лимфолейкоз), рассеянном склерозе, туберкулёзе, рецидивирующем офтамольгерпесе, псориазе и др..
Показана эффективность Т-активина при отравлениях хлорорганическими соединениями. При отравлениях хлорированными углеводородами, спиртами и фосфорорганическим соединениями Т-активин способен восстанавливать  показатели Т-системы иммунитета .

#### Противопоказания
Препарат противопоказан при атопической форме бронхиальной астмы и беременности .